# Air Iceland Connect
Air Iceland Connect (tidligere Air Iceland, islandsk: Flugfélag Íslands) er et flyselskab med base i Reykjavík, Island. Der flyves til lokale destinationer og til Grønland og Færøerne. Hovedbasen er Reykjavik Lufthavn og Akureyri Airport.

## Historie
Luftfartsselskabet blev startet i Akureyri af Tryggvi Helgason under navnet Nordurflug. 1. maj 1975 skiftede selskabet navn til Flugfelag Nordurlands. En videre reorganisering og fusion af Icelandair Indenrigs og Norlandair (Flugfélag Nordurlands) betød navneskift til Air Iceland i 1997, inden selskabet i 2017 skiftede til det nuværende navn. Det ejes fuldt ud af Icelandair Group og har cirka 240 ansatte.